# Hodograf
Hodograf – krzywa zakreślana przez koniec wektora zależnego od czasu, przy czym początek wektora znajduje się zawsze w tym samym punkcie.
Przykładami hodografów są:
- hodografem wektora położenia jest tor
- hodografem wektora prędkości w ruchu jednostajnym prostoliniowym jest punkt
- hodografem wektora prędkości w ruchu jednostajnym krzywoliniowym jest krzywa na sferze